# تيموثي نغيسان
تيموثي نغيسان (بالفرنسية: Timothey N'Guessan) مواليد 18 سبتمبر 1992 في السان البحرية، فرنسا، هو لاعب كرة يد فرنسي يلعب كظهير أيسر. يلعب حاليا مع نادي برشلونة لكرة اليد ويحمل الرقم 19. مثل منتخب فرنسا لكرة اليد. شارك في دورة الألعاب الأولمبية الصيفية سنة 2016.

## الميداليات
| الميدالية | المسابقة                       |
| --------- | ------------------------------ |
| فضية      | الألعاب الأولمبية الصيفية 2016 |

## روابط خارجية
- تيموثي نغيسان على موقع الاتحاد الأوروبي لكرة اليد (الإنجليزية)
- تيموثي نغيسان على موقع الاتحاد الفرنسي لكرة اليد (الفرنسية)
- تيموثي نغيسان على موقع اللجنة الأولمبية الدولية (الإنجليزية)
- تيموثي نغيسان على موقع أوليمبيديا (الإنجليزية)
- تيموثي نغيسان على موقع اللجنة الأولمبية الفرنسية (مؤرشف) (الفرنسية)